# 파인애플
파인애플(영어: pineapple, 학명: Ananas comosus) 또는 봉리수(鳳梨樹)는 열대 남아메리카 북부 원산 파인애플과의 열대성 여러해살이풀로, 식용식물로서 전세계적으로 활발히 소비된다. 파인애플과에 속한 식물 가운데 경제적으로 가장 중요한 식물이다.
원산지인 남아메리카에서는 옛날부터 경작해 먹었으며, 유럽에는 17세기에 도입되어 고가의 사치품이 되었다. 지금처럼 파인애플을 상업적으로 경작하기 시작한 것은 1820년대로, 온실의 발달로 열대성 식물을 기를 수 있게 되면서 파인애플 농사가 성행하게 되었다.
키 작은 관목 형태로 자라는 식물으로, 꽃이 여러 떨기 모여서 과일 하나를 이루는 겹열매의 형태로 열매를 맺는다. 수분은 열매 꼭대기의 자구나 옆줄기에서 이루어지며, 심긴 지 1년 만에 성숙한다.
파인애플의 어원은 열매의 모습이 솔방울을 닮아서 1690년대 이전에 영어 솔방울을 지칭하던 'pineapple'에서 유래되었다. 현재 솔방울은 파인애플과의 혼동을 막기 위해 'pine cone' 또는 'conifer cone'으로 명칭이 바뀌었다. 애플은 사과라는 뜻 외에도 둥근 과일, 열매를 의미하는 보통명사이므로 파인애플은 솔방울을 닮은 열매, 과일이라는 뜻이다.

## 외관

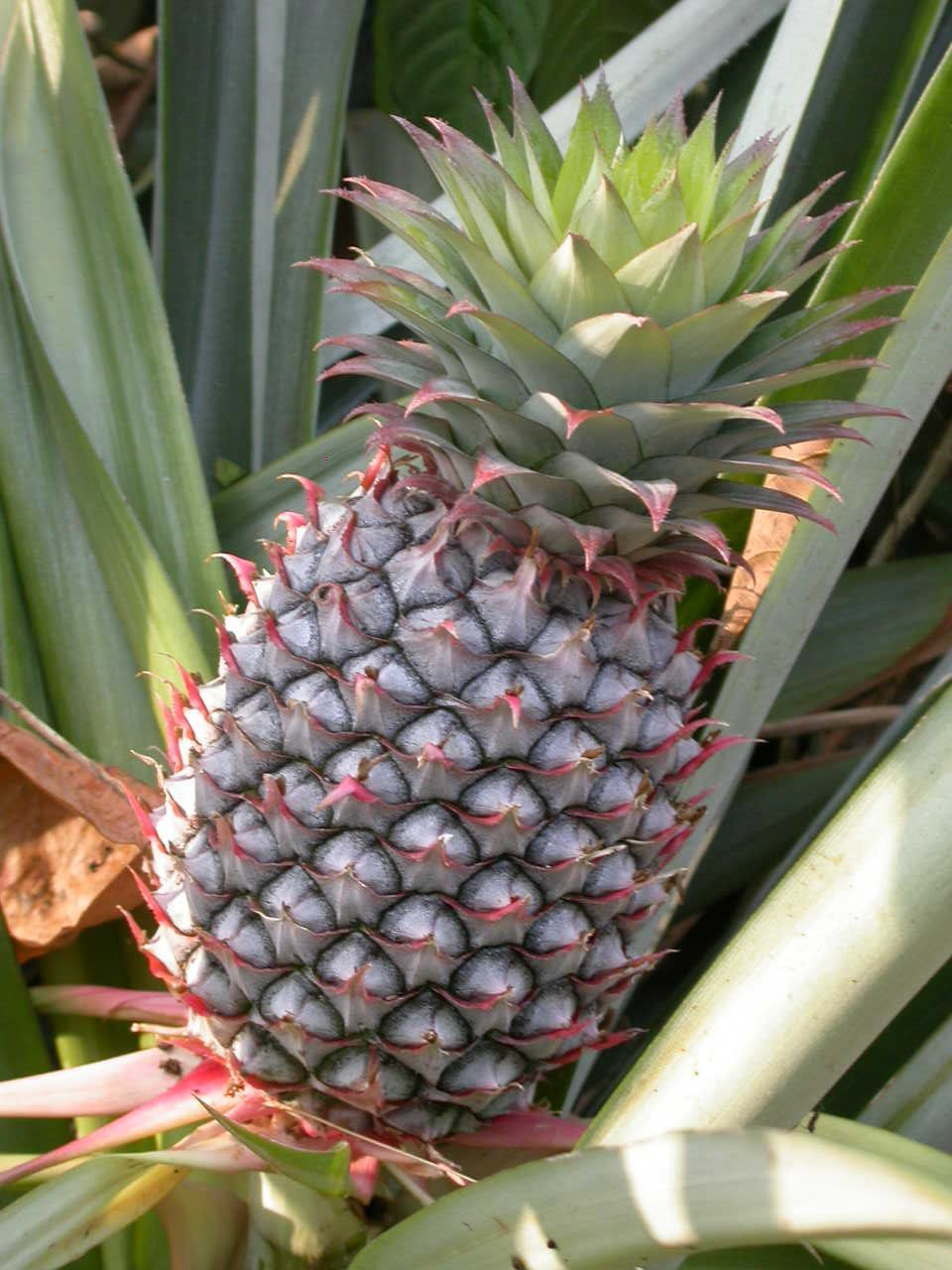
부모 식물 위에 자라난 파인애플

파인애플과의 여러해살이식물로 상록성이며 브라질이 원산지이다. 파인애플은 높이가 약 60-90cm이며, 열매는 2-4kg이다.
식물이 14-16개월 정도 자라면 잎들의 중앙에서 꽃차례가 올라오는데, 꽃차례는 분홍빛이 도는 붉은색을 띠며 작은 솔방울처럼 보인다. 꽃은 꽃차례가 높이 약 5cm로 자랐을 때 파란 빛이 도는 보라색으로 피기 시작한다. 각 꽃은 작은 과실로 발달하고 작은 과실들의 과육은 그들이 붙어 있던 꽃대와 결합에서 열매의 한 형태인 집합과(集合果)를 이룬다. 집합과와 꽃대는 열매의 노란 속으로 발달하며, 꽃차례를 싸고 있던 두껍고 단단한 잎 모양 구조물인 포(苞)는 열매의 겉껍질로 발달한다. 열매 모양은 원통모양·원뿔모양·달걀모양 등이 있고, 처음에는 녹백색이지만 익으면 황갈색이 되고 향기가 난다. 식용부분은 꽃턱, 씨방, 포엽 기부와 꽃대가 융합해서 생긴 것으로서 과육은 흰색 또는 노란색이며, 섬유소가 적고 즙이 많으며 단맛과 신맛이 알맞게 조화되어 상쾌한 맛이 난다.

## 재배
파인애플은 따뜻한 지역의 물빠짐이 좋은 흙에서 잘 자란다. 파인애플 재배지에서는 심기 전에 땅을 깊게 갈아 흙을 잘게 부수고, 해충을 죽이기 위해 기계로 흙 속에 농약을 넣기도 한다. 파인애플은 원줄기에서 자라는 새순, 열매 바로 밑의 꽃줄기에서 자라는 가지, 열매의 꼭대기에 달린 부화관, 땅 속의 뿌리에서 자라는 가지 등으로 번식한다. 이것들은 보통 손으로 심으며 심은 뒤에는 세심하게 가꾼다. 수확은 심은 지 약 20개월 후에 가능하다.

## 쓰임새
열매는 생으로 먹거나 통조림으로 가공한다. 파인애플을 이용한 주스, 샐러드, 과자, 그리고 여러 종류의 후식은 많은 사람들이 즐겨 먹는 음식이다. 대한민국에서는 비닐하우스 원예의 발달로 1964년 제주도에서 시험재배에 성공하여 지금은 중부지방을 비롯하여 강원도에서도 재배하고 있다. 품종은 100종 이상이며, 잎가장자리에 가시가 있는 계통과 없는 계통이 있다.

## 이용
- 식용
- 가공식품(통조림)
- 섬유
- 가축의 먹이(파인애플의 껍질)
- 파인애플 피자(하와이안 피자)

## 효능
브로멜라인 효소가 풍부하여 혈액 응고를 방지하고, 소염 효과를 일으킨다. 급성 축농증, 인후염, 관절염, 통풍과 같은 염증성 질환을 치료하는데 효과가 있다. 또한 비타민 C, 요오드, 마그네슘, 인, 칼슘과 같은 항산화 성분이 풍부하여 면역력을 증강시키고 체내 활성 산소를 막아 동맥 경화, 심장 질환, 당뇨, 항암에도 도움이 된다.

## 보관법
날로 자르지 않은 과실을 보관할 때에는 거꾸로 기대어 세워 놓으면 좋다. 원래, 열매의 아래쪽에 단맛이 많이 나지만, 거꾸로 세워놓으면  단맛이 열매 전체에 골고루 스며들기 때문이다.

## 문학속의 파인애플
소설가 조정래의 역사소설 《아리랑》에 나오는 하와이주 거주 한국계 미국인들이 파인애플 통조림회사와 계약을 맺고. 파인애플 재배하여 수확하는 내용이 나온다. 본래 한국계 미국인들은 부지런한 한국계 미국인 노동자들을 좋아하는 농장주들에 의해 월급 15달러를 받는 노동자로 고용되어 사탕수수 농장에서 일했는데, 단 맛이 나는 파인애플이 과일 소비자들에게 인기를 끌면서 파인애플을 재배하여 판매하는 소상인이 된 것이다.

## 주요 국가별 생산량
2007년 기준, 세계 10대 파인애플 생산 국가와 그 생산량은 다음과 같다.
| 국가명     | 생산량(단위:톤) | 국가명     | 생산량(단위:톤) |
| ---------- | --------------- | ---------- | --------------- |
| 태국       | 2,815,275       | 중국       | 1,381,901       |
| 브라질     | 2,676,417       | 인도       | 1,308,000       |
| 인도네시아 | 2,237,858       | 나이지리아 | 900,000         |
| 필리핀     | 2,016,462       | 멕시코     | 671,131         |
| 코스타리카 | 1,968,000       | 베트남     | 470,000         |

자료 출처 - 국제연합식량농업기구 2007년 통계

## 사진

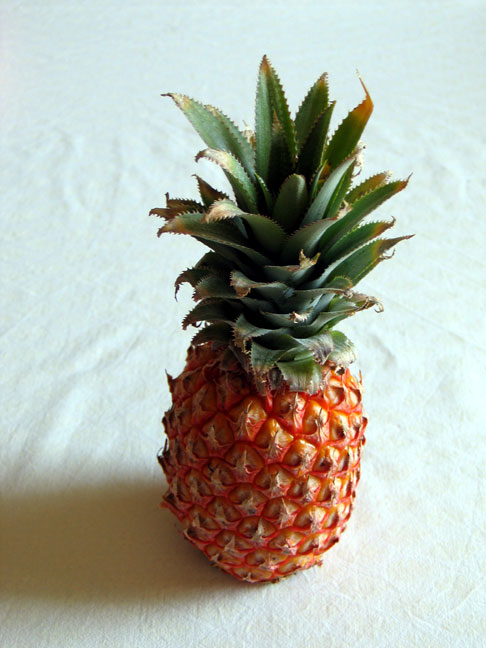
파인애플
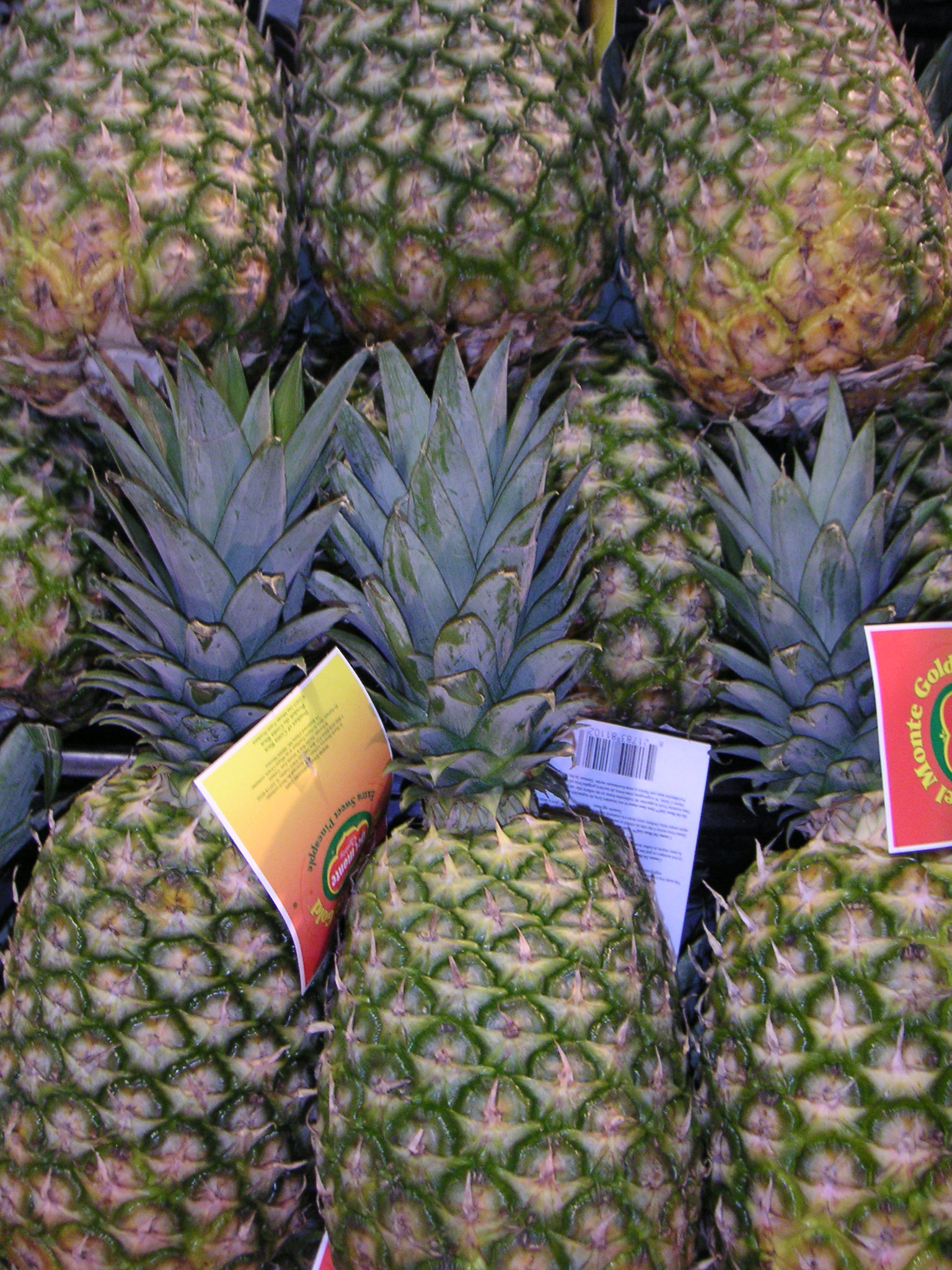
슈퍼마켓에 전시된 파인애플 과일.
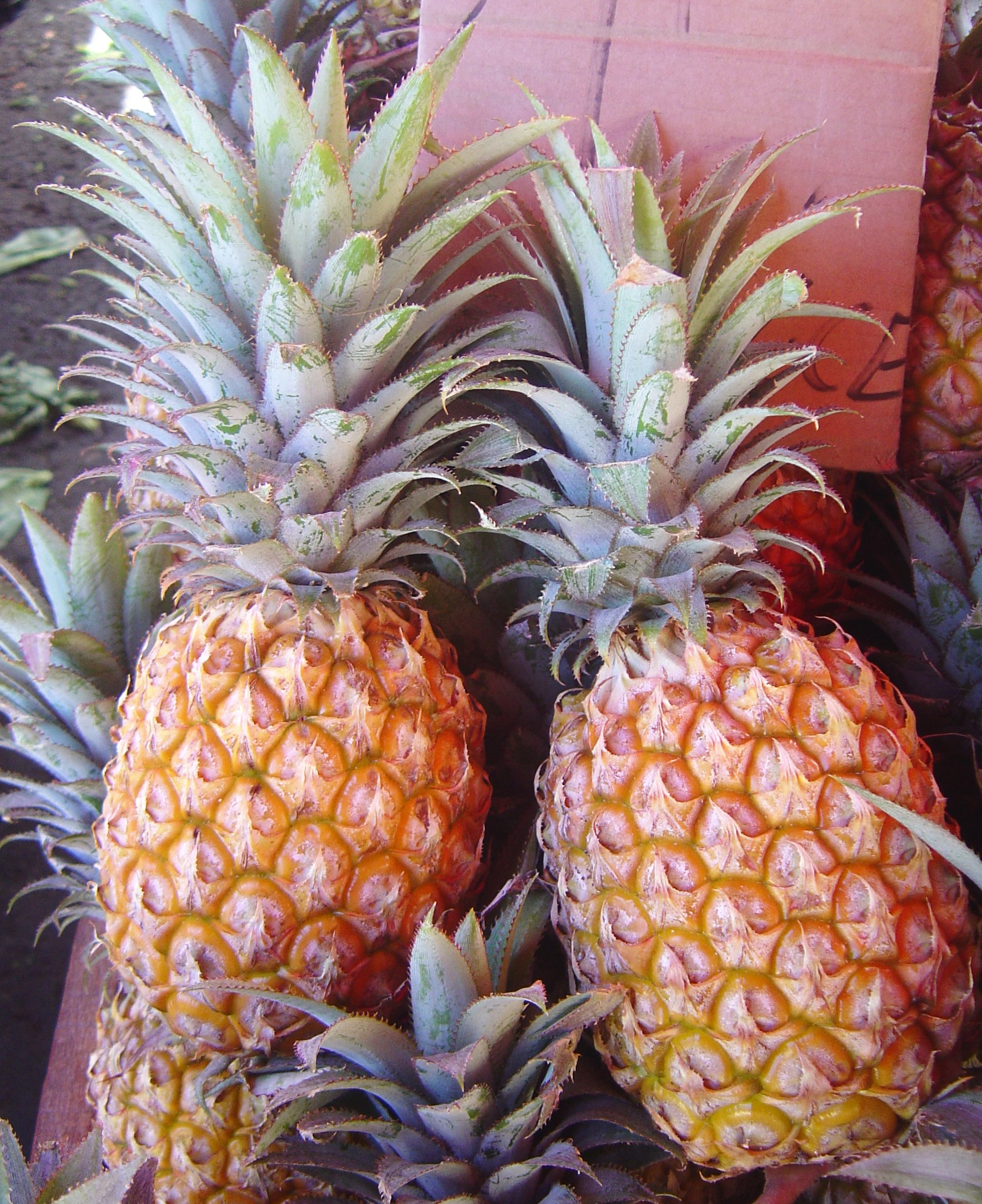
작고 단맛이 나는 파인애플 빅토리아('Victoria').
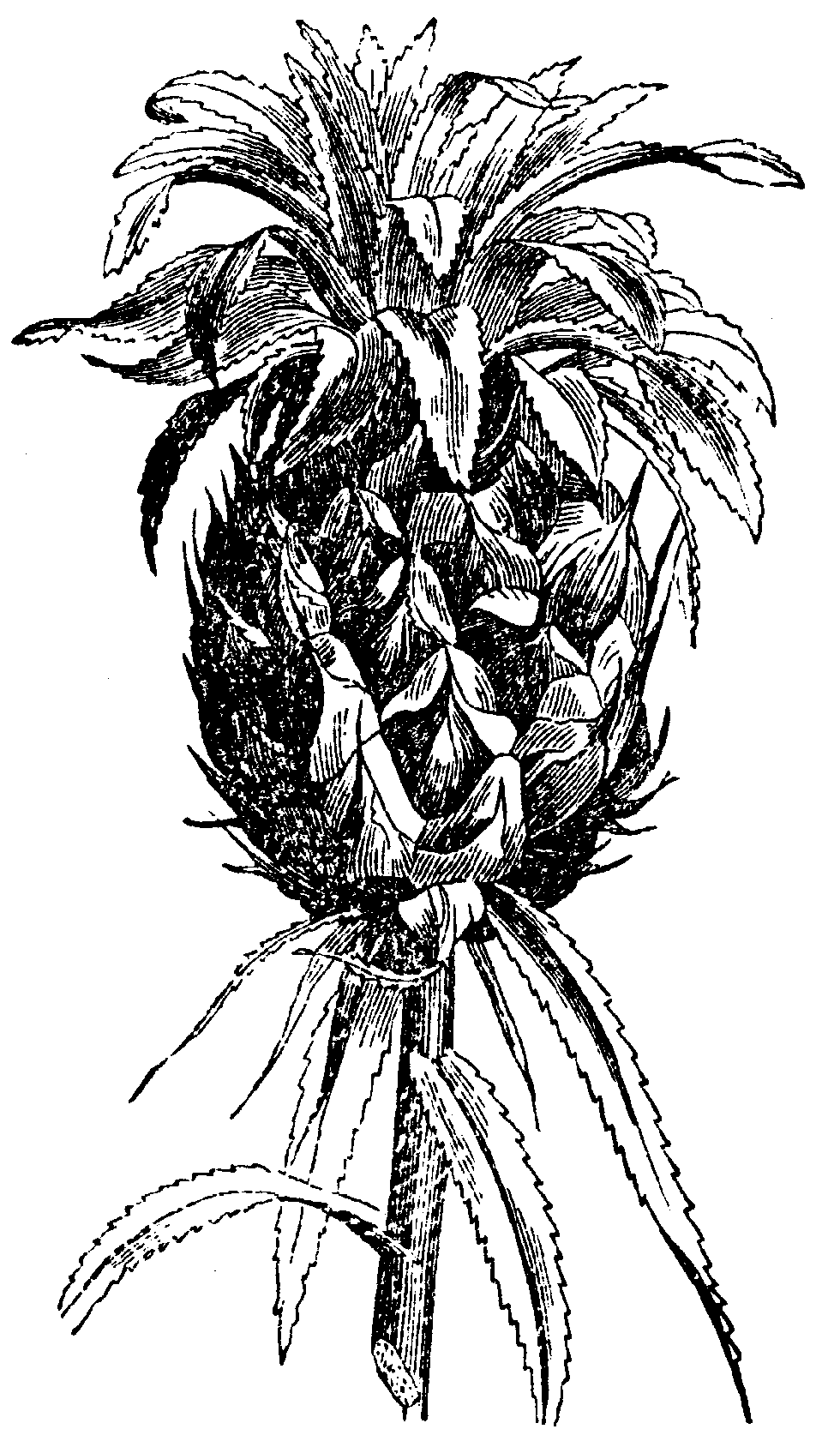
파인애플을 직접 그린 것.
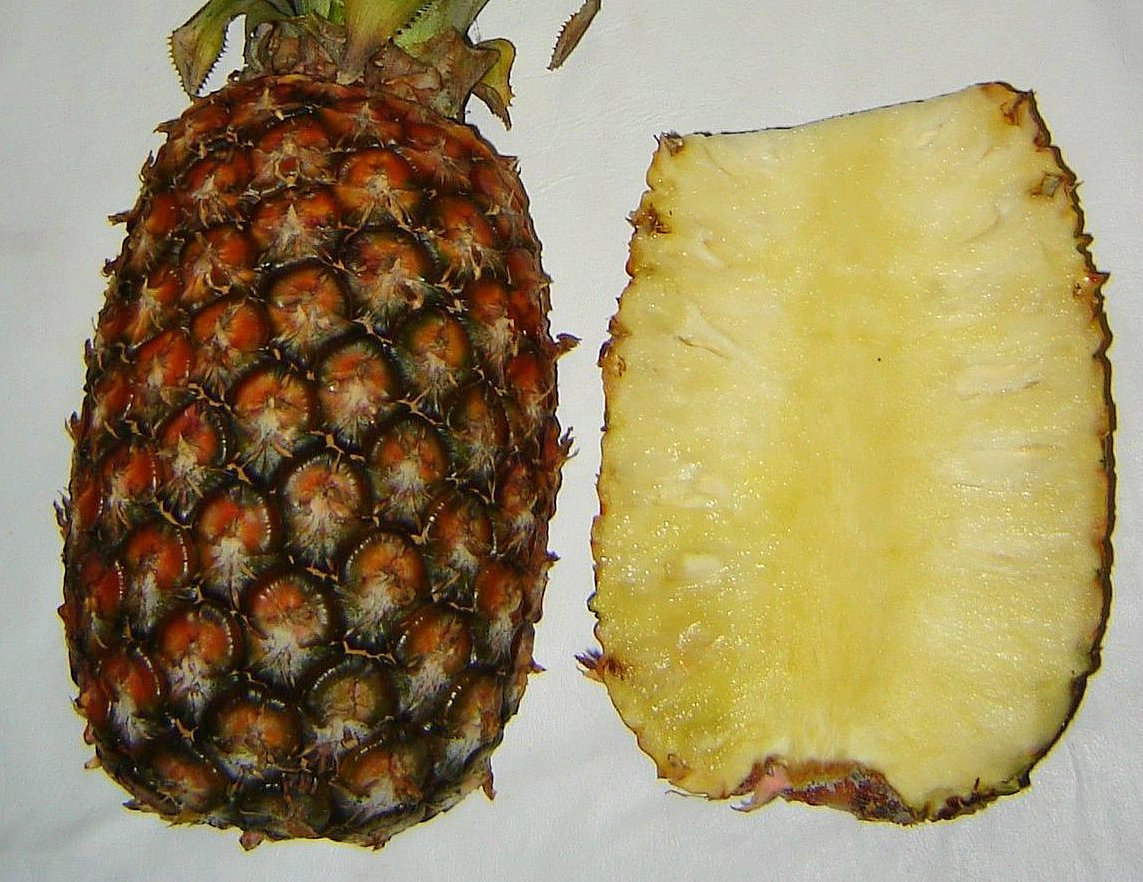
잘라 낸 파인애플
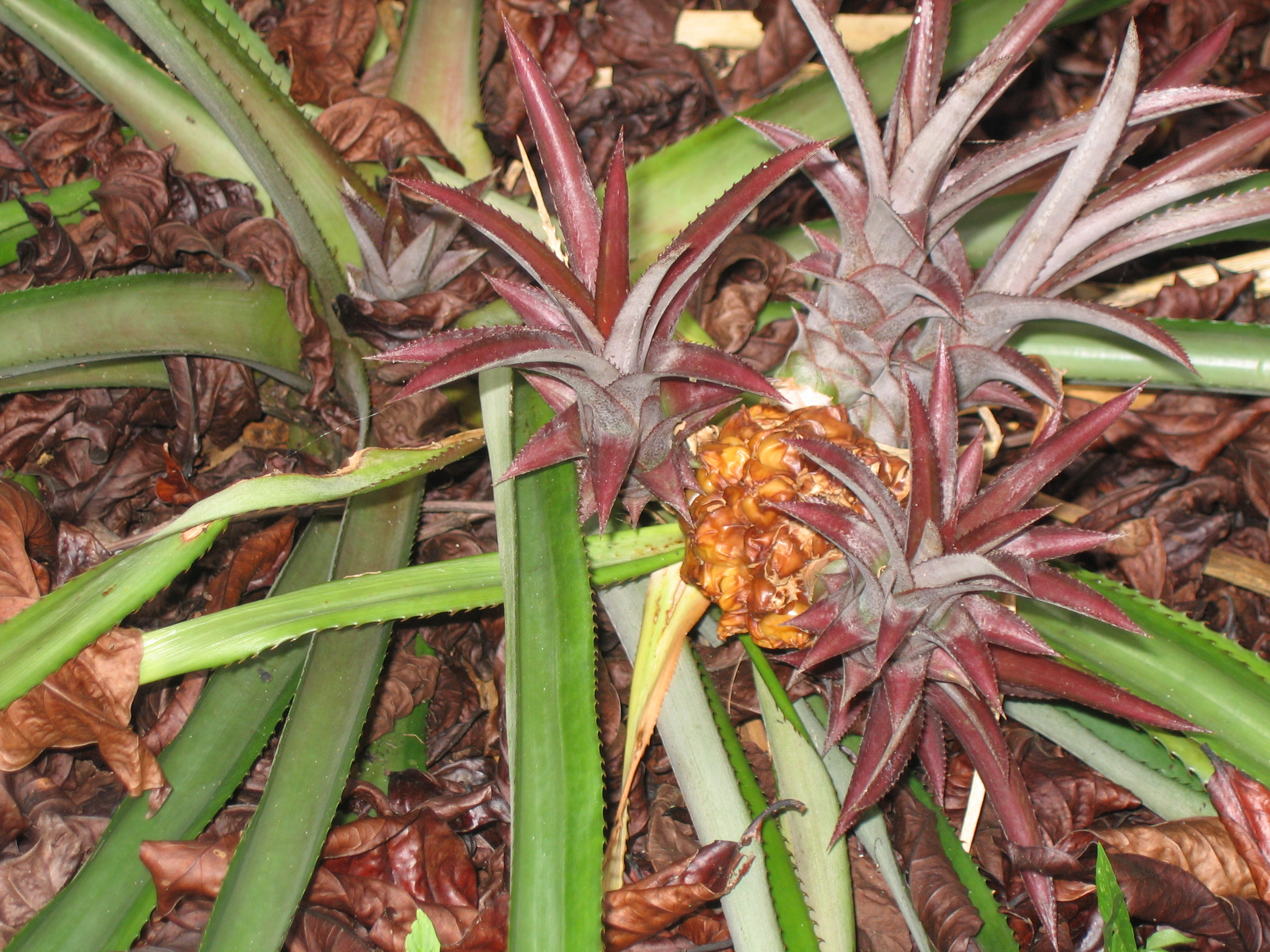
도미니카 파인애플
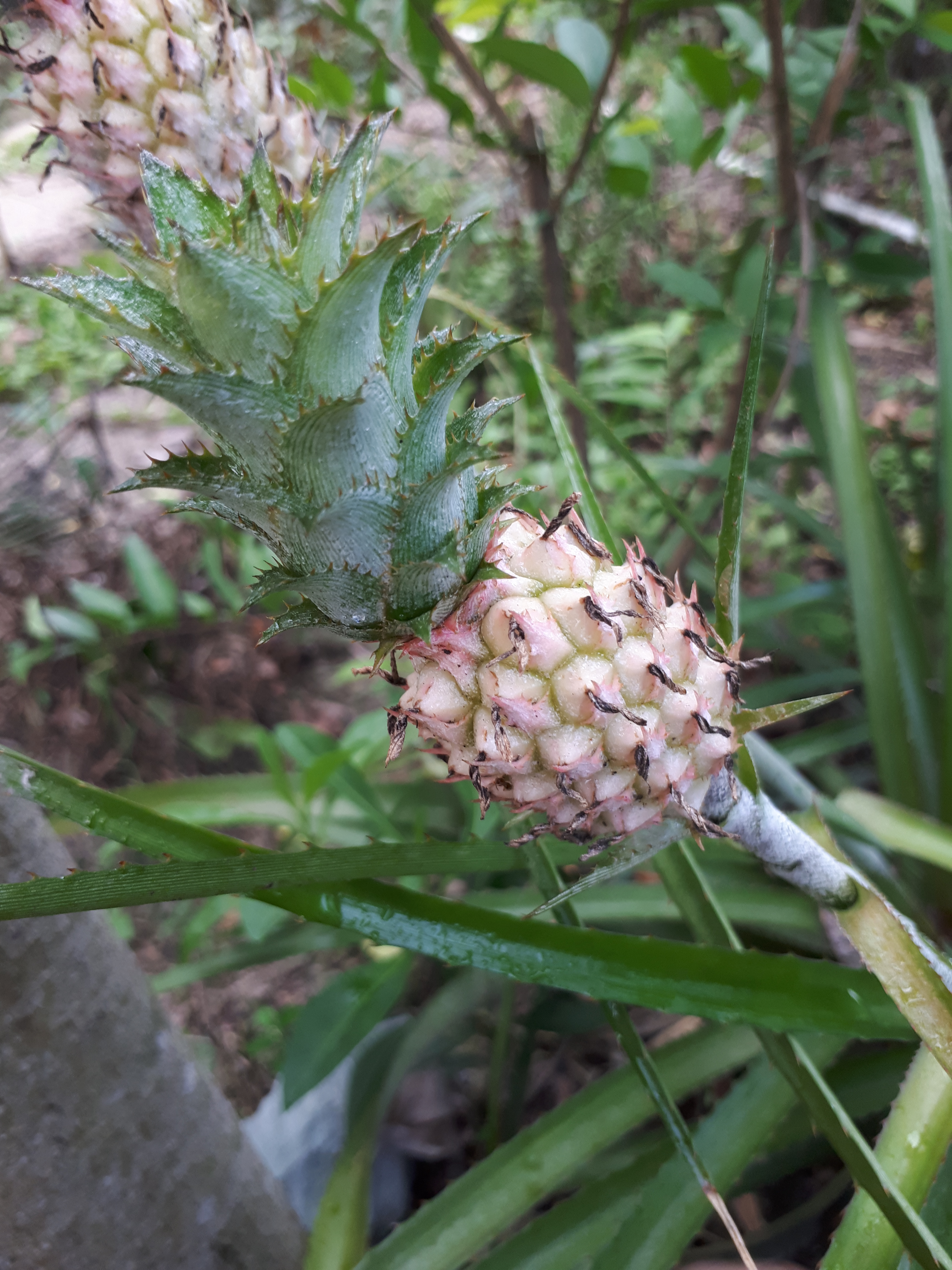
작은 파인애플. 그런데 초기라서 먹을 수 없음.

## 같이 보기
- 파인애플 커터
- 펑리수